# Strabomantis biporcatus
Strabomantis biporcatus is een kikker uit de familie Strabomantidae. De wetenschappelijke naam van de soort werd beschreven in 1863 door Peters. De soort komt voor in de noordelijke gebergtes van Venezuela op een hoogte van 150 tot 1380 meter boven het zeeniveau.